# Nino Ferrer
Nino Agostino Maria Ferrari (Génova, actual Italia, 15 de agosto de 1934-Montcuq, 13 de agosto de 1998), conocido artísticamente como Nino Ferrer, fue un cantante, actor, pintor y compositor francés de origen italiano.

## Biografía
Nino Ferrer vivió sus primeros años de vida en Nueva Caledonia donde su padre trabajaba como ingeniero. En 1947 regresa a Francia donde inicia sus estudios de Etnología y Arqueología en la Universidad Parisina de La Sorbonne. Paralelamente desarrolla sus otras dos grandes pasiones: la música y la pintura. Tras acabar sus estudios, Nino Ferrer realiza una vuelta al mundo en un buque mercante y tras participar en una serie de yacimientos arqueológicos en Melanesia, regresa de nuevo a Francia, donde se dedica en cuerpo y alma a la música que más le fascina: el Jazz.
En 1959 debuta en el mundo de la música tocando el contrabajo en dos discos del grupo de Jazz los Dixie cats. En 1960 toca el bajo en un disco de Gottanou y acompaña en varios discos a la cantante americana Nancy Holloway, pero no logra grabar un disco en solitario para ninguna discográfica. Finalmente, en 1963, Nino Ferrer logra grabar su primer disco titulado Pour oublier qu´on s´est aimé. La cara B del sencillo contiene el título "C'est irreparable" (más conocido en España en su versión española Un año de amor, célebre por sonar en la banda sonora original de la película de Pedro Almodóvar, Tacones lejanos). Este primer disco fue acogido con frialdad en Francia, pero se escuchó en otros países europeos, Oriente Medio e incluso Japón.
En 1965, tras varios fracasos profesionales (grupos abortados, rupturas y reconciliaciones con su discográfica), Nino saborea las mieles del éxito con su disco Myrza. Este bombazo provoca que Nino se lance a grabar nuevos hits (les cornichons, oh!hé!hein!bon!..) que acabaron por etiquetar a Ferrer como un "chanteur rigolo" (cantante cómico), debido a sus sencillas y surrealistas rimas. Para desquitarse, las caras B de sus discos suelen contener canciones más serias y tristes (Ma vie pour rien). Cansado del mundo de la música, Nino Ferrer abandona Francia para establecerse en Italia, donde residirá tres años hasta 1970. Allí sigue compaginando la música (con discos como "le Téléfon, Mao et Moa, Mon copain Bismark) con una nueva faceta profesional, la de presentador del programa Io, Agata e tu en la televisión italiana, junto a una -hasta entonces- desconocida Raffaella Carrá.
En 1970 regresa a Francia y se instala en Quercy donde se dedica a la cría de caballos, pero tras su encuentro con el guitarrista irlandés Micky Finn, decide volver al mundo de la música. De regreso en París, Nino Ferrer forma con Micky Finn un nuevo grupo, Los Legs. En 1971 sacan su primer disco, Métronomie; pese a una acogida bastante fría, su sencillo La maison près de la fontaine vende más de medio millón de ejemplares.
En los años siguientes, Nino (padre de dos niños) saca varios discos con escaso éxito de ventas. Habrá que esperar a 1975 para que Nino Ferrer vuelva a conseguir un gran éxito con su célebre canción Le sud, para volver al ostracismo musical en los años 80. En los años 90, saca un disco recopilatorio que obtiene bastante éxito y se dedica sobre todo a exponer sus pinturas. En 1995, Nino publica su último disco, Concert chez Harry.
En 1998, Nino Ferrer sufre un duro golpe con la muerte de su madre. Incapaz de sobreponerse y deprimido, Nino se suicida de un disparo en el corazón en un campo de trigo cercano a su casa, apenas un mes después del fallecimiento de su madre. Estaba preparando un último disco que habría tenido el elocuente título "Suite et Fin". Dos días más tarde habría cumplido 64 años.

## Discografía

### Sencillos
- 1963: Pour Oublier Qu'On S'Est Aimé
- 1964: Je Reviendrai
- 1965: Viens Je T'Attends
- 1965: Mirza
- 1966: Alexandre
- 1966: Je Veux Être Noir
- 1967: Le Téléfon
- 1967: Mao Et Moa
- 1968: Le Roi D'Angleterre
- 1968: Mamadou Mémé
- 1969: Je Vends Des Robes
- 1969: Agata

### Álbumes
- 1966: Enregistrement Public
- 1967: Nino Ferrer
- 1969: Nino Ferrer
- 1970: Rats and roll's
- 1971: Métronomie
- 1972: Nino Ferrer & Leggs
- 1974: Nino And Radiah
- 1975: Suite En Oeuf
- 1977: Véritables Variétés Verdâtres
- 1979: Blanat
- 1980: La Carmencita
- 1982: Ex Libris
- 1983: Rock N' Roll Cow-Boy
- 1986: 13e Album
- 1993: La Désabusion
- 1993: La Vie Chez Les Automobiles
- 1995: Concert Chez Harry